# Bezirk Renacimiento
Renacimiento ist ein Bezirk (distrito) der Provinz Chiriquí in Panama. Die Einwohnerzahl betrug laut Volkszählung 2023 22.429.
Der Bezirk Renacimiento ist eine der Regionen mit der höchsten landwirtschaftlichen Produktion in Panama und hebt unter anderem die Produktion von Bananen, Bohnen, Erdbeeren, Tomaten, Paprika und Hülsenfrüchten hervor. Es ist auch einer der größten Kaffeeproduzenten in Panama, in denen traditioneller Kaffee, Spezialkaffee wie Geisha, im Vordergrund steht.
Der Bezirk wurde am 18. Oktober 1970 durch Kabinettsbeschluss 296 aus getrennten Townships des Bezirks Barú und Bugaba gegründet.

## Gliederung
Der Bezirk Renacimiento ist administrativ in folgende Corregimientos unterteilt:
- Río Sereno (Hauptstadt)
- Breñón
- Cañas Gordas
- Monte Lirio
- Plaza de Caisán
- Santa Cruz
- Dominical
- Santa Clara